# 開発好明
開発 好明（かいはつ よしあき、1966年7月3日 - ）は、山梨県出身の美術家。

## 経歴
1993年多摩美術大学大学院修了。
1995年4月から1996年3月までNHK-BS2の番組『真夜中の王国』内のコーナー『開発くんがゆく』に出演した。
2001年サンキューアートの日を企画、制定した。
2004年ヴェネチア・ビエンナーレ第+9回国際建築展日本館「おたく：人格＝空間＝都市」出品
2016年開発好明個展「中二病展」市原湖畔美術館
2016年リトルモア社から写真集「新世界ピクニック」出版
過去に武蔵野美術大学、千葉大学で非常勤講師を務めていた。
現在は多摩美術大学で非常勤講師を務めている。
2024年、東京都現代美術館にて個展開催。
2025年、第75回芸術選奨文部科学大臣賞受賞。